# إدارة وصمة العار
إدارة وصمة العار (بالإنجليزية: Stigma management) هي عملية إخفاء أو كشف عن جوانب من هوية الفرد بهدف تقليل وصمة العار الاجتماعية. عندما يتلقى شخص ما معاملة غير عادلة أو نفورًا بسبب وصمة عار اجتماعية، يمكن أن تكون آثار هذا التعامل ضاراً.
تعرّف الوصمات الاجتماعية على أنها أي جانب من جوانب هوية الفرد يتم التقليل من قيمته في سياق اجتماعي. يمكن تصنيف هذه الوصمات على أنها مرئية أو غير مرئية، اعتمادًا على ما إذا كانت الوصمة واضحة للآخرين. تشير الوصمات المرئية إلى خصائص مثل العرق أو العمر أو الجنس أو الإعاقات الجسدية أو التشوهات، بينما تشير الوصمات غير المرئية إلى خصائص مثل التوجه الجنسي أو الهوية الجنسية أو الانتماء الديني أو الحمل المبكر أو بعض الأمراض أو الأمراض العقلية.
عندما يمتلك الأفراد وصمات عار غير مرئية، يجب عليهم أن يقرروا ما إذا كانوا سيكشفون للآخرين عن ارتباطها بمجموعة محطمة القيمة. يمكن أن يكون هذا القرار صعبًا للغاية، حيث إن الكشف عن وصمة العار غير المرئية يمكن أن يكون له عواقب إيجابية وسلبية اعتمادًا على عدة عوامل ظرفية.
في المقابل، تتطلب الوصمة المرئية اتخاذ إجراءات فورية لتقليل توتر التواصل والاعتراف بالانحراف عن القاعدة. غالبًا ما يستخدم الأشخاص الذين لديهم وصمات عار واضحة استراتيجيات تعويضية لتقليل التمييز المحتمل بين الأشخاص الذين قد يواجهونه.

## وصمة العار غير المرئية
تُعرَّف الوصمات غير المرئية على أنها "خصائص الشخص التي تم إهمال قيمتها الاجتماعية ولكنها ليست واضحة للآخرين بسهولة"، مثل وجود وصمة عار للتوجه الجنسي، وهوية جنسية، وانتماء ديني، وارتباط بالمثليين، والحمل المبكر، والاضطراب، والمرض، إلخ. وتستدعي الهويات الاجتماعية غير المرئية بعض القضايا المختلفة التي لا أن تختفي مع أبحاث التنوع التنظيمي التقليدي الذي تركز على الاختلافات المرئية.
عندما يمتلك الشخص وصمة عار غير مرئية، يجب عليه تحديد كيفية الكشف عن وصماته، ومتى يكشف عنها، وما إذا كان سيكشف عنها، وما إذا كانت وصماته معروفة بالفعل للآخرين أم لا، وما إذا كان الآخرون سيقبلون بها.

## إدارة وصمة العار غير المرئية
يمكن للأفراد الذين يمتلكون وصمات غير مرئية اختيار استراتيجيات متوارية أو كاشفة لإدارة هوياتهم عند التفاعل مع الآخرين.
تتضمن استراتيجيات المتوارية استراتيجيات لا تكشف عن وصمة العار غير المرئية للآخرين، بما في ذلك التلفيق والإخفاء والتكتم. وتتضمن استراتيجيات الكاشفة استراتيجيات إدارة الهوية التي تسعى إلى الكشف عن الوصمات غير المرئية للآخرين، مثل الإشارة والتطبيع والتمايز.

### الاستراتيجية المتوارية
يمكن تعريف التواري على أنه "أداء ثقافي حيث يتنكر أحد أعضاء مجموعة اجتماعية محددة كآخر من أجل التمتع بالامتيازات الممنوحة للمجموعة المهيمنة". بعبارة أخرى، التواري هو ببساطة اختيار عدم الكشف عن وصمة العار غير المرئية حتى يظهر المرء وكأنه جزء من المجموعة المهيمنة (أي ليس لديه وصمة العار).
يجب أن يكون أولئك الذين يتواروون على دراية دائمة بالإشارات الاجتماعية من أجل تجنب الكشف عن معلومات عن هويتهم المخفية عن طريق الخطأ، وهو قلق لا يشاركه معظم الأفراد من المجموعات المهيمنة. قد يعتمد الناس على عدة استراتيجيات مختلفة للتواري أو إخفاء وصمة العار غير المرئية في العمل. تتضمن هذه الإستراتيجيات التلفيق والإخفاء والتحفظ.

#### التلفيق
تتضمن استراتيجية التلفيق تقديم معلومات خاطئة عن الذات بشكل مقصود من أجل إخفاء وصمة العار غير المرئية. يستخدم الأفراد الذين يستخدمون هذه الاستراتيجية الخداع لخلق هوية مزيفة لتجنب الكشف عن صفتهم الموصومة. في بحث شمل أفرادًا من المثليين والمثليات ومزدوجي الميول الجنسية والمتحولين جنسيًا (مجتمع الميم )، حدد وودز استراتيجية مماثلة تسمى التزييف والتي هي ببساطة فعل بناء هوية كاذبة جنسية مزيفة، والتي تعد أيضًا مثالًا رائعًا لاستراتيجية عابرة للتلفيق. قد يذهب أفراد الميم المنخرطون في هذه الإستراتيجية المتوارية إلى حد التظاهر بأن لديهم شريكًا من جنسين مختلفين أمام زملائهم في العمل.

#### الإخفاء
تتضمن استراتيجية الإخفاء اتخاذ تدابير وقائية لمنع الآخرين من اكتشاف الخصائص الشخصية خوفاً من أن تكشف وصمة العار غير المرئية للفرد. لن يستخدم الأفراد الذين يستخدمون هذه الاستراتيجية الخداع بشكل نشط مثل الأفراد الذين يستخدمون استراتيجية التلفيق، لكنهم سيظلون يلعبون دورًا نشطًا في حماية أنفسهم بعناية من الكشف عن الكثير من المعلومات الشخصية. في البحث الذي شمل أفراد من مجتمع الميم، حدد وودز استراتيجية مشابهة جدًا تسمى التجنب والتي لا تكشف ببساطة عن أي معلومات حول الهوية الجنسية للفرد من أجل تجنب الكشف عن هذا الموضوع.

#### التحفظ
تختلف إستراتيجية التحفظ بشكل دقيق عن استراتيجية الإخفاء لأنها تنطوي على تجنب الفرد للأسئلة أو الكشف عن معلومات تتعلق على وجه التحديد بوصمه غير المرئي. التحفظ ليس نشطًا في استراتيجية متوارية مثل الاستراتيجيتين الأخريين، ولكنه ينطوي على مراوغة بين الأشخاص والتحدث بلغة غامضة عندما تهدد المحادثة بالكشف عن هوية الشخص الموصومة بالعار. مثال على هذه الإستراتيجية (وطريقة لتمييزها عن الإخفاء) هو الشخص الذي يرغب بشدة في الكشف عن المعلومات الشخصية لزملائه في العمل ولكنه أيضًا متردد جدًا في مناقشة أي مواضيع يعتقدون أنها قد تكون مرتبطة بوصمهم غير المرئي.

### الكشف
عندما يختار شخص ما الكشف عن وصمة عار غير مرئية لزملائه في العمل، فإنهم يختارون الكشف عن وصمة العار في هذا الموقف. من المهم ملاحظة أن الأفراد قد يختلفون في الدرجة التي يكشفون بها عن وصمات غير مرئية لزملائهم في العمل. على سبيل المثال، قد يختار الموظفون الكشف عن وصمة العار الخاصة بهم لكل شخص يواجهونه، أو قد يختارون بحكمة قلة مختارة يشعرون بالراحة عند التحدث عن وصمة العار غير المرئية. قد يعتمد الناس على عدة استراتيجيات مختلفة للكشف عن وصماتهم غير المرئية في العمل. تتضمن هذه الاستراتيجيات إرسال الإشارات والتطبيع والتمايز.

#### إرسال الإشارات
تتضمن استراتيجية إرسال الإشارات تجنب الكشف الكامل عن وصمة العار غير المرئية لزملائه في العمل. بدلاً من ذلك، يميل الأشخاص الذين يستخدمون هذه الاستراتيجية إلى إسقاط التلميحات وإرسال الإشارات إلى زملائهم في العمل دون الحاجة إلى الكشف تمامًا عن وصمة العار التي يعانون منها. قد تتضمن أمثلة الإشارات استخدام لغة مشفرة، وإثارة موضوعات المحادثة الخاصة بمجموعة موصومة بالعار، واستخدام رموز خاصة بمجموعة موصومة بالعار، و / أو استخدام إشارات غير لفظية تتفق مع عضوية المجموعة الموصومة بالعار. يقوم الأفراد الذين يستخدمون هذه الاستراتيجية بشكل أساسي بدعوة الآخرين لاكتشاف وصمة العار الخاصة بهم من خلال توفير أدلة كافية لأقرانهم دون الكشف مباشرة عن وصمة العار التي يتعرضون لها.

#### التطبيع
تتضمن استراتيجية التطبيع الكشف عن وصمة العار غير المرئية، ولكن بعد ذلك التقليل من أهميتها بحيث تبدو طبيعية تمامًا مثل أي شخص آخر. في حين أن هذه الاستراتيجية تتضمن الكشف عن وصمة العار غير المرئية، فإنها تنطوي أيضًا على محاولة من قبل الأفراد الموصومين للاندماج في المنظمات بشكل فعال وتأسيس وجود طبيعي قدر الإمكان.
اقترح الباحثون أن هذه الاستراتيجية تساعد الأفراد الموصومين على تحقيق التوازن بين الرغبة في الكشف عن وصمة العار التي يتعرضون لها والتعامل مع العواقب التي قد تنجم عن الكشف عنهم.

#### التمايز
لا تقتصر استراتيجية التمايز على الكشف عن وصمة العار غير المرئية فحسب، بل تشمل أيضًا التأكيد عليها وكيف تميزها عن الآخرين. يحاول الأشخاص الذين يستخدمون هذه الاستراتيجية القضاء على الحكم غير العادل من خلال تقديم هويتهم على أنها مقبولة بنفس القدر عند مقارنتها بالآخرين. أشار بعض الباحثين إلى هذه الاستراتيجية على أنها تنشر هوية الفرد، مستشهدين بالأفراد الذين يكشفون عن وصماتهم من أجل اختبار تصورات المجموعات التنظيمية المهيمنة في محاولة لإلهام التغيير التنظيمي.

### السوابق

#### مناخ التنوع التنظيمي
مناخ التنوع هو مصطلح صاغه تسوي وجوتيك في إشارة إلى المعايير الاجتماعية للقبول أو التمييز التي تم تأسيسها في بيئة مكان العمل. كما قد يتوقع المرء، أظهرت الأبحاث أن قبول بيئات العمل يعزز المزيد من التواصل المفتوح (أي الكشف) بين موظفيهم الذين يعانون من وصمات غير مرئية. يمكن أن تتضمن بيئات العمل المقبولة زملاء عمل داعمين ، ومدراء داعمين، أو ببساطة وجود أفراد آخرين كشفوا عن وصمة عارهم غير المرئية دون التعرض لعواقب سلبية.

#### المعايير المهنية والصناعية
قد يكون لمعايير الصناعة الشاملة للمرء آثار على احتمالية نجاح الأفراد الموصومين أو الكشف عنهم في مكان العمل. في الواقع، لاحظ البعض أن الأفراد الذين يعملون في الصناعات المحافظة مثل الجيش قد يكونون أقل عرضة للكشف عن وصمة العار الخاصة بهم من الأفراد الذين يعملون في الصناعات التي قد تشجع الموظفين بالفعل على الكشف عن معلومات شخصية عن أنفسهم، مثل الخدمات البشرية.

#### الحماية القانونية
تتم حماية بعض الأفراد الذين يعانون من وصمات غير مرئية بموجب قوانين على مستويات حكومية مختلفة (على سبيل المثال، الحكومة المحلية، و / أو الولاية، و / أو الدولة الاتحادية)، بينما لا يتم اعتبار البعض الآخر من بين هذه المجموعات المحمية. ليس من المستغرب، أن أولئك الذين يعانون من وصمات غير مرئية ومحمية بموجب القانون (على سبيل المثال، الإعاقة) هم أكثر عرضة للكشف عن وصمة العار الخاصة بهم من أولئك الذين يعانون من وصمات غير مرئية غير محمية بموجب القانون (على سبيل المثال، التوجه الجنسي). من المهم أيضًا ملاحظة أنه في حالة الإعاقة، قد يُطلب من الأفراد الموصومين في الواقع الكشف عن وصمة العار الخاصة بهم من أجل الحصول على مزايا معينة في مكان العمل.

#### السياق الشخصي
تتأثر أيضًا احتمالية تواري الفرد أو الكشف عنه بالعلاقة التي تربطه بالشخص الذي يتفاعل معه بالإضافة إلى الخصائص الديموغرافية للشخص الذي يتفاعل معه. من المفهوم أن الأفراد أكثر استعدادًا للكشف عن المعلومات الموصومة لمن يثقون بهم. بالإضافة إلى ذلك، قد يكون الفرد أكثر عرضة للكشف عن وصمة العار غير المرئية للشخص الذي يعاني من نفس الوصمة. أخيرًا، قد يكون الأفراد عمومًا أكثر عرضة للكشف عن وصماتهم للإناث أكثر من الذكور، معتقدين أن الإناث أكثر فاعلية في التواصل، خاصة فيما يتعلق بالموضوعات الحساسة.

#### الميل نحو المخاطرة
نظرًا لاختلاف الأفراد في استعدادهم لتحمل المخاطر، تم اقتراح فكرة أن الأفراد الأعلى ميلًا للمخاطرة سيكونون أكثر عرضة للكشف عن وصمة العار التي يتعرضون لها في العمل من أولئك الذين هم أقل ميلًا للمخاطرة. ينبع هذا التوقع من حقيقة أن اختيار الكشف عن وصمة عار غير مرئية في العمل قد يكون قرارًا محفوفًا بالمخاطر للغاية، خاصة إذا تلقى الشخص (أو أدرك أنه سيتلقى) معاملة تمييّزية نتيجة الكشف عنها.

#### المراقبة الذاتية
يمكن تعريف المراقبة الذاتية على أنها فعل للتحكم في الانطباع الذي يطرحه المرء وإدارته لضمان تلبية الأدوار والتوقعات الاجتماعية. في حين أن القدرة على المراقبة الذاتية قد لا تكون مرتبطة بشكل مباشر بسلوكيات المرور أو الكشف، فمن المحتمل أنها مرتبطة باختيار استراتيجيات فعالة لإدارة هوية الفرد.
تشير الأبحاث إلى أن المراقبين الذاتيين العاليين يكونون أكثر قدرة على فحص بيئتهم بحثًا عن علامات القبول عند اتخاذ قرار بالتمرير أو الكشف، بينما قد يواجه المراقبون الذاتيون المنخفضون مشكلة أكثر فعالية في إدارة الانطباعات التي يقومون بها.

#### مرحلة التطوير
قد يكون لمستوى تطور الشخص البالغ وكيفية تطور هويته الموصومة تأثيرًا أيضًا على رغبة الأفراد في الكشف عن وصمة العار غير المرئية. إذ يميل الأفراد ذوو التطور العالي الذين يعانون من وصمات العار التي تعتبر مركزية لمفهومهم الذاتي إلى رؤية هويتهم الموصومة صالحة على قدم المساواة مع الهويات الأخرى، وبالتالي يجب ألا يخافوا نظريًا من الكشف عنها للآخرين. في الواقع، أظهرت الأبحاث أن الأفراد الذين يكشفون في نهاية المطاف عن هويتهم الموصومة يميلون إلى أن يكونوا أكثر ثقة بهذه الهوية من الأفراد الذين يختارون المرور.

### العواقب

#### عواقب التواري
القضية الرئيسية التي يمكن أن تنشأ من التواري هي أن الفرد يشعر وكأنه ليس صادقًا مع نفسه، مما قد يخلق إحساسًا داخليًا بالاضطراب ويؤدي إلى إجهاد نفسي للشخص الذي يخفي هويته. بالإضافة إلى ذلك، تبين أن المخاوف المرتبطة بالكشف عن وصمة العار غير المرئية (بين أولئك الذين يمرون حاليًا) تؤدي إلى عدد لا يحصى من العواقب السلبية في مكان العمل، بما في ذلك انخفاض الرضا الوظيفي، وانخفاض الالتزام التنظيمي، وزيادة نوايا التغيير.
يمكن أن تنشأ العواقب الشخصية أيضًا عندما يمر الفرد بعدم الكشف عن الكثير من المعلومات الشخصية في مكان العمل. وتشمل هذه العواقب العلاقات الاجتماعية المتوترة، والعزلة الاجتماعية، ومحدودية فرص التوجيه.

#### عواقب الكشف
على الرغم من أن الكشف يمكن أن يكون له تأثير إيجابي في تقليل الضغط النفسي والتنافر المرتبط باستراتيجيات التواري، إلا أن العديد من النتائج السلبية قد تنجم أيضًا عن الكشف عن هوية موصومة بالعار. تشمل العواقب المحتملة الانفتاح على التحيز والمعاملة التمييزية في العمل.
يمكن أن تتضخم هذه العواقب السلبية إذا تم الكشف عن الوصمات في منظمة لا تدعم وصمة العار غير المرئية للفرد. ومع ذلك، إذا كان بإمكان الفرد إحداث تغيير اجتماعي وتقليل التنافر المرتبط بالمرور من خلال الكشف عن وصمة العار، فقد ينتهي الأمر بالكشف في مكان العمل عن كونه يستحق المخاطرة على المدى الطويل. من المهم أيضًا ملاحظة أن الكشف ليس دائمًا نشاطًا تطوعيًا. على سبيل المثال، يجب على الأفراد ذوي الإعاقة الذين يحتاجون إلى الإقامة في مكان العمل الكشف عن طبيعة إعاقتهم من أجل الحصول على مزايا بموجب قانون الأمريكيين ذوي الإعاقة. غالبًا ما يجبر هذا الكشف الشخص عن غير قصد على الكشف عن متى ستكون إعاقته غير مرئية للآخرين.

## نموذج عمليات الإفصاح
كما تم تلخيصه في الأقسام أعلاه، فإن الأفراد الذين يعانون من وصمات غير مرئية ينخرطون في إدارة وصمة العار من خلال اتخاذ قرارات بشأن التواري أو الكشف بالإضافة إلى الاستراتيجيات المحددة التي سيستخدمونها للقيام بذلك. قد تؤدي هذه القرارات إلى عواقب إيجابية وسلبية على حد سواء حسب الموقف. يوفر نموذج عمليات الإفصاح تفسيرًا عندما يكون الإفصاح (الكشف) مفيدًا للأفراد الذين يعانون من وصمات غير مرئية.
على عكس غالبية الدراسات حول إدارة وصمة العار، يُرى نموذج عمليات الإفصاح الإفصاح كعملية مستمرة، حيث يجب على الأشخاص الذين يعانون من وصمات غير مرئية اتخاذ قرارات باستمرار بشأن وقت الكشف ومتى يخفون وصماتهم طوال حياتهم. يشير هذا النموذج إلى أن الإفصاح يمكن أن يؤدي إلى عدد من النتائج المختلفة على المستويات السياقية الفردية والثنائية والاجتماعية. أيضًا، يشير هذا النموذج إلى أن التخفيف من التثبيط والدعم الاجتماعي والتغييرات في المعلومات الاجتماعية تتوسط تأثير الكشف على هذه النتائج. باختصار، يسلط النموذج الضوء على تأثير خمسة مكونات رئيسية في هذه العملية - الأهداف السابقة، وحدث الكشف نفسه، وعمليات الوساطة، والنتائج، وحلقة التغذية الراجعة.

### الأهداف السابقة
تتمثل إحدى المساهمات الرئيسية لنموذج عمليات الإفصاح في دمج عوامل التصرف، أي الأهداف السابقة، في عملية إدارة وصمة العار. يفترض نموذج عمليات الإفصاح أن الإفصاح ينظمه اتجاه الهدف (إما يركز على النهج أو يركز على التجنب) الذي يحتفظ به الأفراد. ترتبط الأهداف التي تركز على النهج بالاهتمام بالمحفزات الإيجابية والتأثير الإيجابي واستراتيجيات المواجهة التي تركز على النهج، في حين ترتبط الأهداف التي تركز على التجنب بالاهتمام بالمحفزات السلبية والتأثير السلبي واستراتيجيات المواجهة التي تركز على التجنب. يشير النموذج إلى أن الأهداف تؤثر على النتائج خلال عملية الإفصاح بأكملها. لذلك، من الأهمية بمكان فهم كيف تقود توجهات الهدف الأشخاص إلى الإفصاح من أجل فهم متى يكون الكشف مفيدًا.

### حدث الإفصاح
يعرف شودوار وفيشر حدث الإفصاح على أنه "الاتصال اللفظي الذي يحدث بين القائم بالإفصاح وشريك التفاعل فيما يتعلق بحيازة المفصح لهوية وصمة عار مخفية". يمكن أن يتراوح من الحديث صراحة عن الوصمات غير المرئية مع شريك التفاعل أولاً "اختبار الوضع" من خلال تقديم الموضوع بشكل غير مباشر قبل الكشف الكامل. أثناء حدث الإفصاح، يمكن أن يؤثر المحتوى -العمق العام، والاتساع، والمدة، والمحتوى العاطفي- على رد فعل شريك التفاعل، ويمكن أن تؤثر ردود الفعل الإيجابية لشريك التفاعل بدورها على سلوك القائم بالإفصاح.

#### الأهداف وحدث الإفصاح
يتنبأ النموذج بأن أهداف الكشف تؤثر على محتوى حدث الكشف واستجابة الشريك التفاعلي. من ناحية، فإن الأفراد الذين لديهم أهداف تركز على التجنب يكشفون بشكل أقل تكرارًا لأنهم يميلون إلى التركيز على تجنب احتمال الرفض الاجتماعي والصراع. عندما يقررون الإفصاح، يميل هؤلاء الأفراد إلى استخدام طرق إفصاح معينة يعتقدون أنها يمكن أن تقلل من ضغوطهم النفسية عن طريق الرفض الاجتماعي (مثل إرسال بريد إلكتروني بدلاً من التحدث وجهًا لوجه مع شريك التفاعل). باستخدام هذه الأساليب، من المرجح أن يُنظر إلى الإفصاح بشكل سلبي من قبل شركاء التفاعل.
من ناحية أخرى، يميل الأفراد الذين لديهم أهداف تركز على النهج إلى التركيز على إمكانية الحصول على الدعم الاجتماعي، وبالتالي يستخدمون استراتيجيات اتصال أكثر مباشرة. كما يظهرون أيضًا على أنهم أفضل في التنظيم الذاتي وأكثر انسجامًا مع وجود ردود فعل شريك تفاعل داعمة. نتيجة لذلك، قد يستفيد الأفراد الذين لديهم أهداف تركز على النهج من الإفصاح أكثر من الأفراد الذين لديهم أهداف تركز على التجنب.

### عمليات وساطة الإفصاح والنتائج

#### التخفيف من التثبيط
يميل الأشخاص الذين لديهم أهداف للتجنب إلى أن يكونوا أكثر حساسية لإمكانية الرفض الاجتماعي ومن المرجح أن يتبنوا استراتيجيات تأقلم للتعامل مع المعلومات المتعلقة بهويتهم. لذلك، فإنهم يميلون إلى الشعور بالضيق أو صعوبة التكيف مع وصمة العار التي يمكن إخفاءها لأنهم عادة ما يستخدمون استراتيجيات التمرير. من خلال التخفيف من آلية التثبيط، حيث تُمنح الفرصة للأشخاص للتعبير عن المشاعر والأفكار المكبوتة سابقًا، ينص نموذج عمليات الإفصاح على أن هؤلاء الأفراد قد يستفيدون بالفعل من الكشف.

#### الدعم الاجتماعي
من النتائج السلبية التواري توتر العلاقات الاجتماعية مع زملاء العمل، كما هو مذكور في القسم السابق. لذلك، يمكن أن يكون للإفصاح تأثير كبير على الرفاهية نتيجة الحصول على الدعم الاجتماعي. على سبيل المثال، يؤدي الكشف عن التوجه الجنسي في مكان العمل إلى زيادة الرضا الوظيفي وانخفاض القلق الوظيفي إذا تم تلقي ردود فعل إيجابية على الإفصاحات من زملاء العمل. بمعنى آخر، يمكن أن يؤدي تلقي ردود فعل إيجابية من شركاء التفاعل من خلال الإفصاح إلى نتائج إيجابية في مكان العمل. يقترح نموذج عمليات الإفصاح أن الأشخاص الذين يمتلكون أهدافًا تركز على النهج يستخدمون استراتيجيات تنظيم ذاتي أكثر تعقيدًا والتي تعتبر بالغة الأهمية خلال عملية الإفصاح الكامل (على سبيل المثال اختيار شركاء التفاعل المناسبين، والتواصل بشكل فعال حول المعلومات الحساسة)، وبالتالي، قد يكون من المرجح أن يستفيدوا من الإفصاح عن طريق جمع دعم اجتماعي أكبر.

#### التغييرات في المعلومات الاجتماعية
يحدث تغيير جوهري في المعلومات الاجتماعية بعد الإفصاح عن المعلومات حيث يشارك الأشخاص وشركاؤهم في تفاعل الإفصاح الآن أو "يشتركون في امتلاك" معلومات حول وصمة العار التي يمكن إخفاؤها. يمكن أن يؤثر الكشف بعد ذلك بشكل كبير على السلوك الفردي اللاحق، والتفاعلات المحددة بين القائم بالإفصاح والصديق، والتفاعلات داخل السياق الاجتماعي الأوسع. على سبيل المثال، بعد إفصاح الموظفين، قد يرفعون الوعي بهوياتهم، ونتيجة لذلك، يقللون بشكل فعال من وصمة العار ذات الصلة في جميع أنحاء المنظمة. علاوة على ذلك، يقدم النموذج اقتراحًا بشأن دور الأهداف بين عمليات الوساطة الثلاث. على وجه التحديد، فيما يتعلق بالتنبؤ بالنتائج الإيجابية، قد لا تلعب الأهداف دورًا مهمًا في التغييرات في المعلومات الاجتماعية كما هو الحال في العمليتين الأخريين. ربما يرجع ذلك إلى أن التغييرات في المعلومات الاجتماعية ناتجة عن المحتوى الإعلامي الموضوعي للهوية في حين أن التخفيف من المنع والدعم الاجتماعي ينتج عن تأثيرات التنظيم الذاتي لأهداف الكشف.

### حلقة ردود الفعل
يقترح نموذج عمليات الإفصاح أن حدث الكشف الفردي يمكن أن يؤثر على احتمالية الكشف في المستقبل والفوائد النفسية طويلة الأجل. قد تحافظ أهداف الإفصاح التي تركز على النهج على دوامات تصاعدية نحو مزيد من الرؤية من خلال الاستفادة تدريجيًا من الإفصاح، في حين أن أهداف الإفصاح التي تركز على التجنب قد تبدأ دوامات هبوطية نحو مزيد من الإخفاء عن طريق تقليل الاستفادة تدريجيًا من الكشف. في اللوالب الصاعدة، يشعر الأفراد بالكشف عن هويتهم بشكل أكثر راحة، ودعمًا أكبر لهويتهم، ورؤية أنفسهم بشكل أكثر إيجابية، وامتلاك شعور موحد أكثر بالذات. من ناحية أخرى، هناك تأثيرات معاكسة على الأفراد الذين يسقطون في اللوالب الهابطة.

### نواتج عملية
أحد الآثار المهمة لنموذج عمليات الإفصاح هو أن هناك اختلافات فردية في ما إذا كان الإفصاح بين الأشخاص يمكن أن يكون مفيدًا أم لا. إذ ينخرط الأفراد الذين لديهم أهداف تركز على التجنب في جهود التنظيم الذاتي التي تضعف قدرتهم على جمع ردود إيجابية من المقربين، مما يزيد أيضًا من فرصهم في الرفض الاجتماعي. قد يتم تقديم أفضل خدمة لهذه المجموعة من الأشخاص من خلال طرق أخرى للإفصاح، مثل الإفصاح في الكتابة التعبيرية أو الإعدادات العلاجية حيث يتم حمايتهم من تلقي الرفض الاجتماعي.
يشير النموذج أيضًا إلى أن التدخلات التي تركز على تشجيع الأفراد على تحديد أهداف الإفصاح الخاصة بهم بشكل صريح قد تكون إحدى الاستراتيجيات الفعالة في تعظيم فوائد الإفصاح. لذلك، يُنصح الممارسون بفحص وتحديد الأفراد الذين لديهم أهداف إفصاح قوية تركز على التجنب ومساعدتهم في تحديد أهداف إفصاح جديدة تركز على النهج أو مساعدتهم في إيجاد طرق بديلة للإفصاح (على سبيل المثال، الإفصاح المكتوب).

## وصمات العار المرئية
تُعرَّف الوصمات المرئية على أنها الخصائص الجسدية التي يتم التقليل من قيمتها اجتماعياً وتكون واضحة للآخرين بسهولة، مثل العرق والعمر والجنس والإعاقات الجسدية أو التشوهات.

## إدارة الوصمة المرئية
تختلف إدارة الوصمة المرئية اختلافًا كبيرًا عن إدارة الوصمات غير المرئية. ومع ذلك، عندما تتحول الوصمات غير المرئية على طول السلسلة من كونها غير مرئية تمامًا إلى مرئية تمامًا، فإنها تبدأ في العمل بطرق تشبه الوصمات المرئية. بعبارة أخرى، بمجرد ظهور وصمة العار غير المرئية (من خلال ارتداء الملابس أو العلامات التي تحدد هوية المرء، أو من خلال "التنكر" من قبل الآخرين)، يمكن بعد ذلك إدارة هذه الوصمة بطرق مماثلة للوصمات الظاهرة. من أجل إدارة الوصمات الظاهرة (أو الوصمات التي تم توضيحها للآخرين)، يجب أن تشارك الأهداف في استراتيجيات تعويضية، بما في ذلك الإقرار، وتوفير المعلومات الفردية، وزيادة الإيجابية. تُستخدم هذه الاستراتيجيات للحد بشكل استباقي من التمييز بين الأشخاص الذي قد يحدث نتيجة لوصمة عار واضحة.

### الاستراتيجيات التعويضية
تظهر العديد من الدراسات أن الأشخاص الذين يعانون من وصمات عار مرئية يستخدمون في الواقع استراتيجيات تعويضية. عندما تعتقد النساء أن كتاباتهن سيتم تقييمها من قبل متدرب متحيز جنسياً، فإنهن يحاولن تصوير أنفسهن على أنهن يقمن بأدوار غير تقليدية بين الجنسين. وبالمثل، عندما يتم إبلاغ الأفراد السود بأنهم سيتفاعلون مع شخص عنصري، فإنهم يكشفون عن المزيد من المعلومات لشركائهم في التفاعل. تم تصنيفهم أيضًا من قبل المبرمجين المستقلين على أنهم أكثر تفاعلًا، وأكثر استجابة، وأكثر دفئًا عند التفاعل مع الأهداف التي يُنظر إليها على أنها تحيز ضد السود أكثر من تفاعلهم مع أهداف لم يُنظر إليها على أنها تحتوي على هذا التحيز. أخيرًا، تتصرف النساء البدينات بشكل مختلف عندما يشعرن أن شركائهن المتفاعلات يمكن أن يراهن مقابل عندما يعتقدن أنه لا يمكن رؤيتهن. عندما تعتقد النساء البدينات أنهن مرئيات لشركائهن المتفاعلات، فإنهن يستخدمن سلوكيات محبوبة وذات مهارات اجتماعية أكثر مقارنة بالوقت الذي يعتقدن أنه لا يمكن رؤيتهن فيه. من المحتمل أن يتم ذلك لمواجهة التحيز السلبي لدى معظم الناس ضد النساء البدينات. تُظهر هذه الدراسات مجتمعة أن الأفراد الذين يعانون من وصمات العار يستخدمون سلسلة من الاستراتيجيات التعويضية من أجل إدارة وصماتهم الظاهرة.

#### اعتراف
أظهرت العديد من الدراسات أن الأشخاص الذين يعانون من وصمات عار مرئية ينخرطون في استراتيجية تعويضية للاعتراف، في إشارة إلى فعل معالجة وصمة العار التي يتعرض لها الفرد علانية. لقد أثبتت هذه الاستراتيجية فعاليتها في تحسين تصورات الأشخاص الذين يعانون من وصمات عار ظاهرة. على سبيل المثال، الأفراد الذين يعانون من إعاقات جسدية مرئية أقل عرضة لأن يُنظر إليهم بازدراء أو شفقة أو ازدراء عندما يعترفون صراحة بإعاقتهم الجسدية. اقترح الباحثون أن هذا التأثير يرجع إلى حقيقة أن الاعتراف بوصمة العار يؤدي إلى الشعور بعدم الراحة والتوتر أثناء التفاعل وأن عدم الاعتراف بوصمة العار يُنظر إليه على أنه محاولة لتجاهل أو تجنب الحديث عن وصمة العار. تم اقتراح الاعتراف ليكون فعالًا في الحالات التي يزيد فيها تصورات التكيف داخل الفرد الموصوم بالعار ويقلل من قمع الأفكار السلبية المتعلقة بالوصمة من جانب المدركين. في دراسة عن المتقدمين للوظيفة الذين يعانون من وصمات عار مرئية، تلقى المتقدمون الذين استخدموا استراتيجية الاعتراف تمييزًا شخصيًا أقل من أولئك الذين لم يفعلوا ذلك، وفقًا لتصنيف كل من المتقدمين والمراجعين المستقلين.

#### تفرد المعلومات
يتبنى بعض الأفراد الذين يعانون من وصمات عار مرئية أيضًا استراتيجية تعويضية لتوفير معلومات فردية لشركائهم في التفاعل. تسمح هذه المعلومات لشريك التفاعل بتقييم الهدف على المستوى الفردي بدلاً من كونه نتاج وصمة العار الخاصة به. عندما لا يتم إعطاء شركاء التفاعل أي معلومات عن فرد موصوم بالعار، فإنهم يميلون إلى استخدام الصور النمطية حول وصمة العار التي يتعرض لها هذا الشخص أثناء التقييم. على سبيل المثال، عندما يُطلب من الرجال والنساء اختيار قائد، يميل كل من الرجال والنساء إلى اختيار القادة الذكور بدلاً من القيادات النسائية عند عدم إعطائهم أي معلومات أخرى. ومع ذلك، عندما يتم تقديم معلومات إضافية عن الفرد، فمن غير المرجح أن يعتمد الناس على صورهم النمطية. وبالمثل، عندما يقدم المتقدمون للوظائف الذين لديهم وصمات واضحة معلومات فردية لمديري التوظيف، فإنهم قادرون جزئيًا على تقليل مقدار التمييز بين الأشخاص الذي يواجهونه.

#### زيادة الإيجابية
أخيرًا، يختار بعض الأفراد الذين يعانون من وصمات عار مرئية استخدام الاستراتيجية التعويضية لزيادة الإيجابية من أجل إدارة هوياتهم. يغير هؤلاء الأفراد سلوكياتهم اللفظية، وشبه اللفظية، وغير اللفظية لزيادة الإيجابية وإمكانية الإعجاب بتفاعلاتهم مع الآخرين. على سبيل المثال، يميل الطلاب السود إلى إظهار سلوكيات أكثر جاذبية وإعجابًا أثناء التفاعل عند إخبارهم بأن شركاء التفاعل لديهم متحيزون. تم العثور على نتائج مماثلة مع الأفراد الذين يعانون من زيادة الوزن يشعرون أنهم يتعرضون للقوالب النمطية. تشير العديد من الدراسات إلى أن الأفراد الذين يعانون من وصمات عار مرئية يحاولون بالفعل إظهار سلوكيات إيجابية عند التفاعل مع أفراد آخرين، خاصة مع أولئك الذين يُنظر إليهم على أنهم متحيزون بشكل خاص. يفعلون ذلك بقصد تقليل السلبية المحتملة أو التمييز الذي قد يواجهونه وربما زيادة تصورات مجموعتهم الموصومة بالعار. في إحدى الدراسات التي أجريت على المتقدمين للوظائف الذين يعانون من وصمات عار مرئية، تم العثور على أولئك الذين استخدموا استراتيجية زيادة الإيجابية لمعالجة التمييز بين الأشخاص الذي واجهوه، وفقًا لتصنيف المتقدمين والمراقبين والمبرمجين المستقلين.

## حلول للمنظمات
عندما تفرض منظمة سياسات وممارسات واضحة تمنع التمييز على أساس التوجه الجنسي، فإن موظفي مجتمع الميم يبلغون عن تمييز أقل، والذي ينبغي أن يؤدي إلى عدد أقل من الدعاوى القضائية ودوران الموظفين. عندما تتبنى منظمة طواعية سياسات تُظهر بيئة مقبولة وغير تحكمية، يمكن لأي شخص طلب الدعم لوصمة العار (على سبيل المثال، مزايا الشريك المحلي). غالبًا ما تبقى النساء الحوامل في بيئات العمل التي تستخدم سياسات مكملة (مثل الإجازة مدفوعة الأجر أو العمل عن بعد) في العمل في المراحل المتأخرة من الحمل، وعادة ما يعودن في وقت أقرب مقارنة بالنساء في المنظمات غير الملائمة.
مثل هذه الممارسات لا تفيد الفرد فحسب، بل تفيد المنظمة أيضًا على المدى الطويل. يعمل تدريب الموظفين والمديرين والمشرفين من خلال ورش عمل متنوعة على تثقيف الجميع بشكل أفضل حول المفاهيم الخاطئة المحيطة بالعاملين في مجتمع المثليين، ويجب استخدامها لمعالجة الوصمات الأخرى أيضًا. من خلال تقديم الحقائق وتحديد السلوكيات غير اللائقة، تُظهر المنظمات قبولها وتسامحها مع الوصمات. عندما تكون السياسات والممارسات الإيجابية في المقدمة وتبدو صادقة، فإن المجموعات الموصومة تواجه تمييزًا أقل، مما يؤدي إلى رفع معنويات الموظفين وزيادة الإنتاجية في مكان العمل.

## قيود البحث الحالي والتوجهات المستقبلية

### مسألة القياس
إحدى القضايا الرئيسية التي أثيرت فيما يتعلق بإدارة الهوية هي قضية القياس. أعرب بعض الباحثين عن أن البحث لا يمكن أن يتقدم بدون تقنيات القياس المناسبة والسلوكيات المصممة بشكل مناسب للتمرير والكشف في مكان العمل. في الواقع، قد يكون من الصعب التمييز بين السلوكيات العابرة التي حددها هيريك. أما بالنسبة للبحث المستقبلي، فقد دعا باحثون آخرون إلى فهم أفضل للعمليات الأساسية التي ينطوي عليها قرار الكشف بالإضافة إلى زيادة الخصوصية في تصنيف المجموعات ذات الوصمات غير المرئية.

### مشاكل وصمة العار
لقد بسّطت الأبحاث السابقة استراتيجيات إدارة الهوية من خلال تقسيم وصمة العار إلى وصمة مرئية بحتة أو غير مرئية تمامًا. لكن هذا ليس هو الحال، حيث إن الوصمات غير مرئية تمامًا أو غير مرئية تمامًا. في كثير من الأحيان، يمكن للناس أن يخبروا (إلى حد ما) ما إذا كان الشخص الذي يتفاعلون معه لديه وصمة عار غير مرئية أم لا، حتى قبل أن ينخرط هذا الشخص في سلوكيات الكشف. يمكن أن يكون هذا بسبب الإشارات المرئية أو الصوتية أو المستندة إلى الحركة، أو بسبب الشائعات التي رواها زملاء العمل الآخرون. يجب أن يبدأ الباحثون في دراسة الدرجة التي يختار عندها الأشخاص ذوو الهوية الموصومة إما التعبير عن وصمة العار التي يمكن إخفاؤها أو قمعها عندما تكون تلك الوصمة معروفة إلى حد ما من قبل شريك التفاعل.

### الاتجاهات المستقبلية
دعا الباحثون إلى إجراء دراسات مستقبلية للتركيز على وصمة العار غير المرئية في المجموعات، والتوقيت والثقة التي ينطوي عليها الكشف، وإمكانية التغيير التنظيمي نتيجة للكشف عن الاستراتيجيات. يجب على الباحثين فحص كيفية تأثير الأفراد الذين يمتلكون وصمات غير مرئية على أداء المجموعة. بالإضافة إلى ذلك، قد يدرس الباحثون كيف يمكن لفعالية المجموعة في الاستجابة للكشف عن وصمة العار غير المرئية أن تؤثر إيجابًا أو سلبًا على نتائج المجموعة المستقبلية. علاوة على ذلك، لا يزال يتعين على الباحثين تحديد كيفية تأثير توقيت الكشف على تفاعل الكشف. تشير بعض الدراسات إلى أن الكشف لاحقًا في التفاعل يؤدي إلى أقصى فائدة. عندما يفصح الأفراد في وقت مبكر جدًا عن التفاعل، فإنهم يتسببون في شعور شركائهم في التفاعل بعدم الارتياح، وقد يشعر الشركاء كما لو أنه يجب عليهم أيضًا الكشف عن معلومات خاصة. عندما يكشف الأفراد في وقت متأخر جدًا في التفاعل، فقد يضرون بالتفاعل لأنهم سيُنظر إليهم على أنهم غير أمناء ولا يثقون في العلاقة التي تم الكشف عنها مسبقًا في التفاعل. أخيرًا، هناك فرصة للباحثين لدراسة كيف يمكن للمؤسسات أن تتغير عندما يقرر الموظفون الكشف عن وصماتهم غير المرئية. عندما يختار الموظفون الذين يعانون من وصمات غير مرئية إخفاء وصمة العار التي يتعرضون لها، فقد يؤدي ذلك إلى استمرار الوصم المؤسسي لتلك الخصائص الاجتماعية. من ناحية أخرى، عندما يختار الموظفون الإفصاح، يمكن أن يكون لمستوى قبول الإفصاح عنهم عواقب بعيدة المدى على مناخ وبيئة المنظمات. قد تؤدي تفاعلات الإفصاح التي تُقابل بالإيجابية والقبول إلى شعور الموظفين المستقبليين بالانفتاح والحرية للتعبير عن خصائصهم التي قد تكون وصمة عار مع خوف أقل من الحكم.